# Ischnocolus tunetanus
Ischnocolus tunetanus é uma espécie de aranha pertencente à família Theraphosidae (tarântulas).